# Vesterport station
Vesterport station (danska: Vesterport Station) är en station för Köpenhamns S-tåg i Indre By på gångavstånd från Rådhuspladsen.
Stationen invigdes som pendeltågsstation 1934. Stationen har fått sitt namn på grund av närheten till den plats där Vesterport låg. 
Vesterport station är belägen endast några hundra meter norr om centralstationen Københavns Hovedbanegård och är nedsänkt under gatuplanet och ligger längs Boulevardbanen, vid gatorna Vester Farimagsgade och Hammerichsgade.

## Bildgalleri

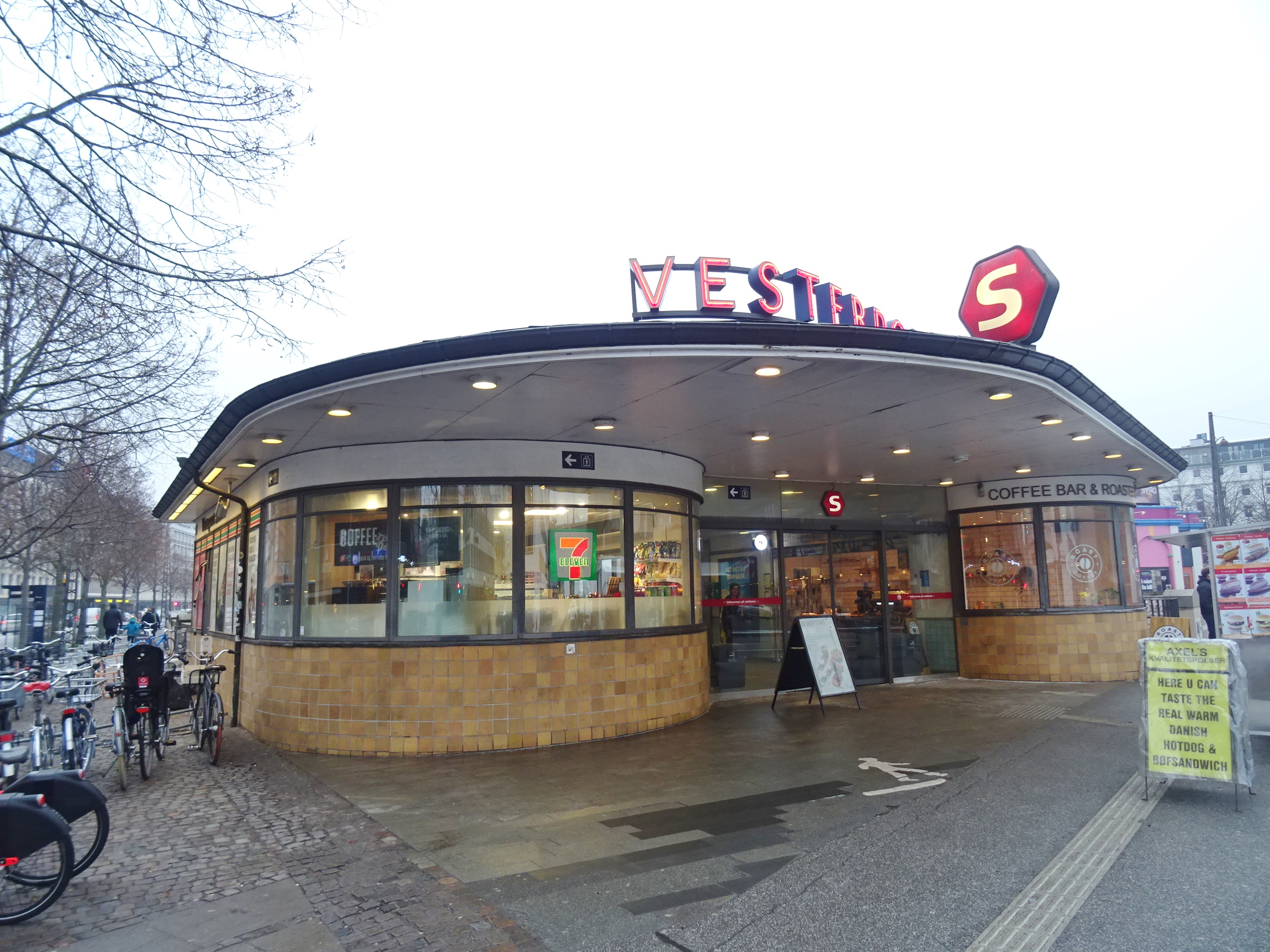
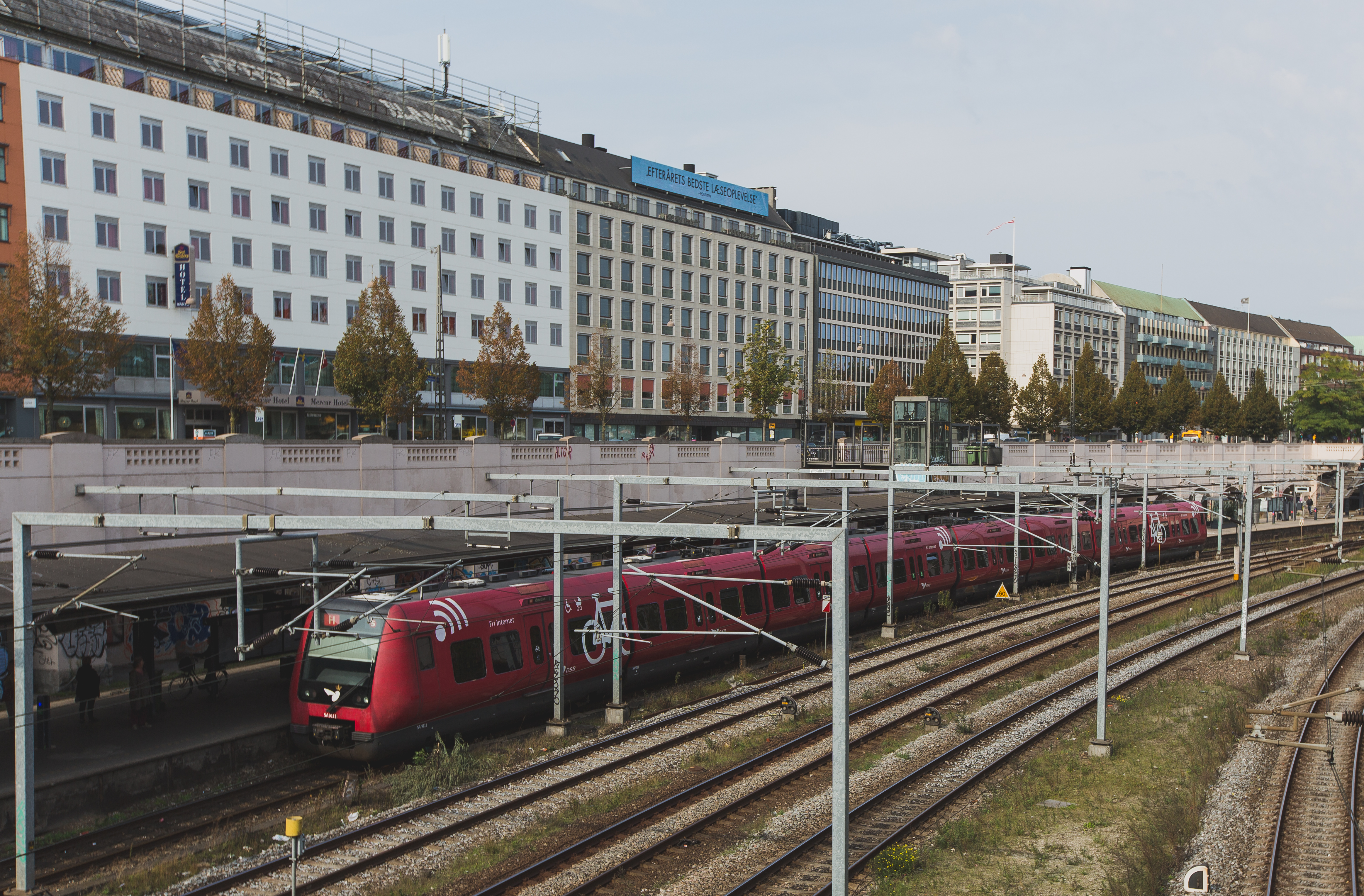
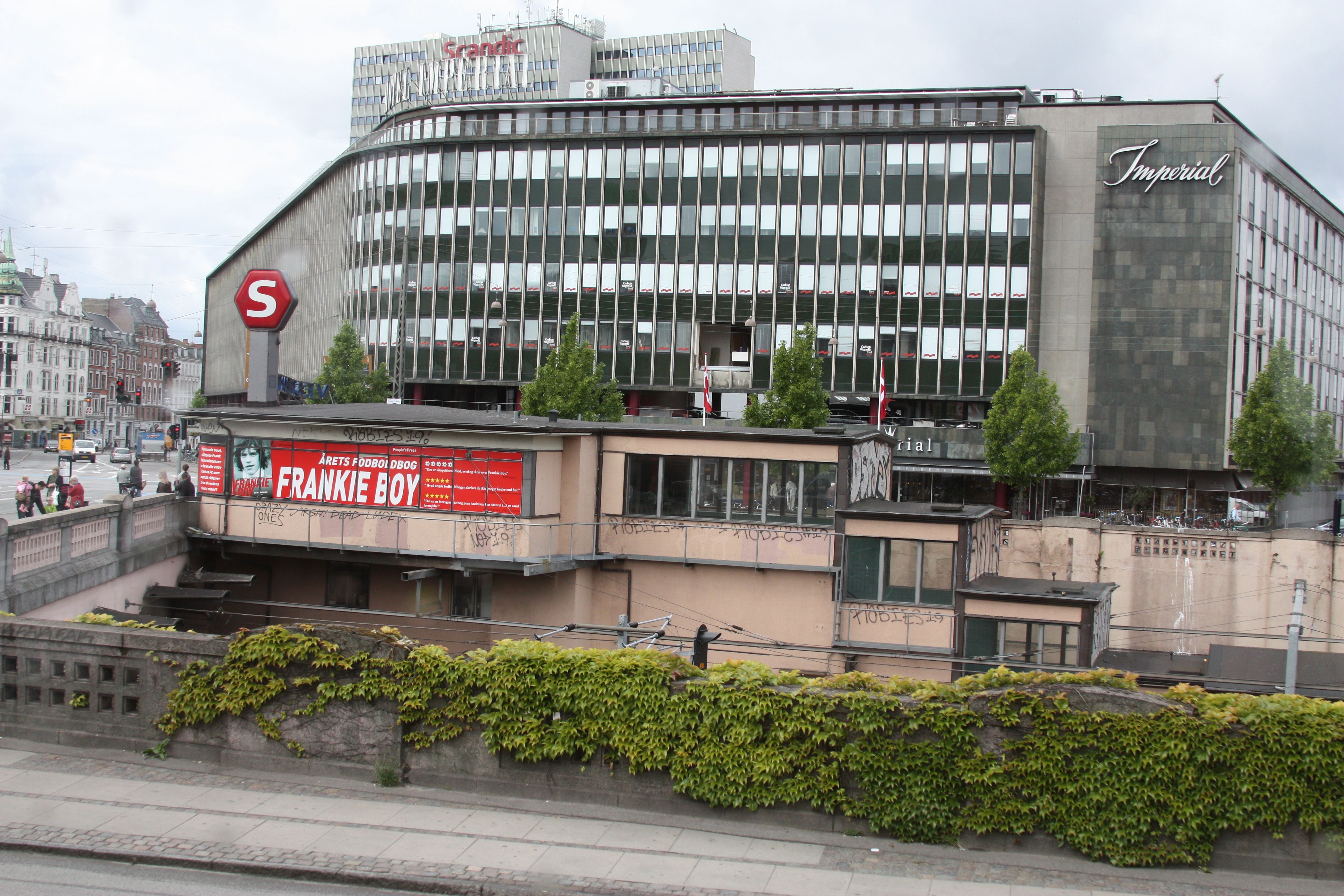
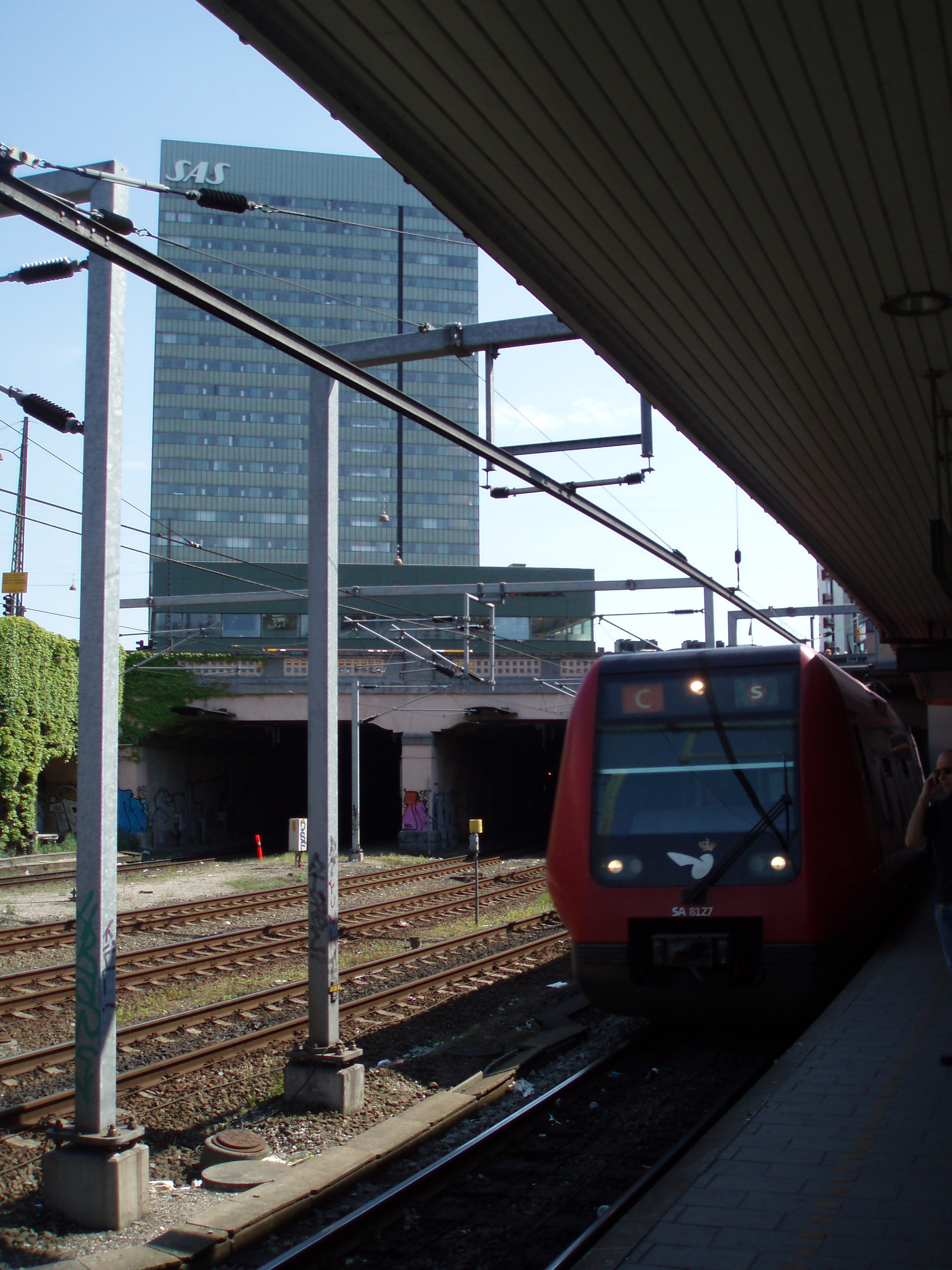
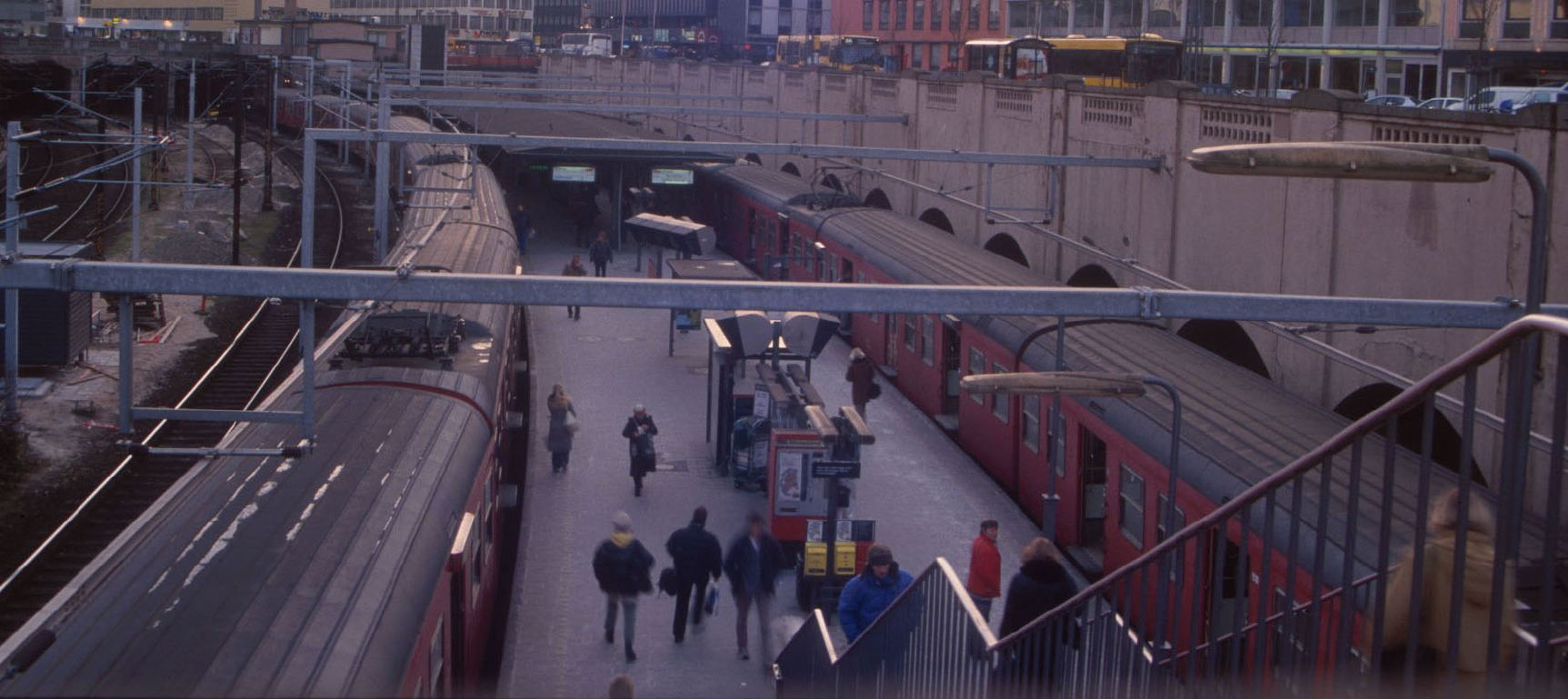